# محمد الحاج سلام أمزيان
محمد سلام أمزيان البوخلفي (مواليد 1925م، آيت بوخلف، الحسيمة - توفي 9 سبتمبر 1995، بيرخن أوب زووم، هولندا)، هو سياسي من شمال المغرب، زعيم انتفاضة الريف 1958-1959.

## مسيرته
ولد محمد الحاج سلام أمزيان في قرية آيت بوخلف بقبيلة آيت ورياغل أواخر سنة 1925م، تعلم القرآن بمساجد الريف وجبالة. وتابع دراسته في بداية الأربعينات من القرن العشرين في المعهد الأصيل (ثانوية الإمام مالك حاليا) بمدينة الحسيمة، وسافر بعدها لمدينة فاس لمتابعة دراسته في جامع القرويين، حيث حصل على شهادة العالمية. وفي بداية الخمسينات عمل مدرسا في إحدى المدارس بقرية بامحمد القريبة من فاس، ومكث في هذه القرية أزيد من أربع سنوات. ثم استقر مؤقتا في تطوان.
وفي أكتوبر 1955 انضمّ إلى جيش التحرير، وسجّله الإسبان في تقاريهم كرجل «خطر»، حيث كان حلقة وصل بين الزعيم عبد الكريم الخطابي ومن تبقى من جنوده في العشرينيات بالريف. ولإكمال مهمته وتمويه مخابرات الإسبان، قام ببناء بيت قرب سوق أربعاء تاوريرت قبيل بدء العمليات العسكرية لجيش التحرير، ووضعه تحت تصرّف هذا الجيش، كدعم لوجيستيكي، بحكم موقع السوق على الحدود بين منطقتي الحماية الإسبانية والفرنسية.
وبعد الإعلان عن استقلال المغرب، ورفض قيادة جيش التحرير إلقاء السلاح، عملت أطراف سياسية على تفكيكه، فتم تصفية بعض قياداته ومنها عباس المسعدي. تم تشكيل وفد من سكان الشمال، منهم محمد الحاج سلام أمزيان، لعرض صورة هذا الوضع أمام الملك محمد الخامس ورئيس الحكومة مبارك البكاي، الذي طلب منه رفع تقاريرَ مُفصَّلة عن سياسة الإدارة تجاه السكان. وفعلا، قام برفع عِدّة تقاريرَ إلى الحكومة، يلفت أنظارها إلى مسلسل التصفيات والانتهاكات التي يتعرّض لها بعض النشطاء، محذرا من نتائج التي لا تُحمد عقباها إذا استمر الأمر على ما هو عليه.
ومن بين تلك التقارير المُوجَّهة إلى رئاسة الحكومة المغربية بتاريخ 10 أكتوبر 1956:
فأمر مدير الأمن الوطني باعتقاله بمدينة تطوان يوم 27 ديسمبر 1956، وقضى أربعة أيام في مفوضية الشرطة، وتدخل مبارك البكاي الذي تعهد بحمايته من الاغتيال، ويوم 1 يناير 1957 نقل إلى سجن الحسيمة، حيث مكث حوالي 14 شهرا، قضى نصفها تقريبا في زنزانة انفرادية، ليتم نقله في أوائل 1958 إلى سجن باب لعلو بمدينة الرباط، حيث مكث 10 أشهر، ثم نقل إلى سجن القنيطرة، وبعد شهرين تم الإفراج عنه دون محاكمة، وفرض عليه عدم مغادرة الرباط إلا بعد موافقة قاضي التحقيق.
وتقول رواية انه تم تعيينه من طرف الإسبان «مقدم» على أربعاء تاوريرت، وذلك خلفا لوالده الذي كان شيخا لنفس القبيلة. وبعد الاستقلال، استغنى المخزن عن خدماته. وحسب نفس الرواية أن المخازنية وهم في مهمة في تلك المنطقة على خيولهم، توفيت ابنته الصغرى نعيمة تحت أقدام الخيل، فحرر محمد سلام أمزيان رسالة شديدة اللهجة في حق الحكومة، كما صرح للقاضي عبد السلام الدبي.
تتبع حزب الشورى والاستقلال، وضعية محمد سلام أمزيان خلال اعتقاله وتوسطوا له، كونه ينتسب لحزب الشورى والاستقلال منذ كان طالبا بجامعة القرويين بفاس، حسب ما ذكر أحمد معنينو خلال تأبينه.

## انتفاضة الريف
مقال رئيسي: انتفاضة الريف 1958-1959
بعد مغادرته للسجن، يقول محمد سلام أمزيان: ««ذهبت إلى بيت معنينو في سلا وهناك أقام الشوريون حفلة بمناسبة خروجي من السجن، اشتروا لي الملابس وبعض اللوازم الأخرى. قضيت هناك سبعة أيام»». وتفسر بعض روايات المؤرخين أنه خلال تلك الأيام السبع، تم الاتفاق بين الشوريين ومحمد سلام أمزيان على أن يتم تنظيم الريفيين لمواجهة غطرسة حزب الاستقلال الذي يريد محاربة الملك محمد الخامس، حسب زعمهم. غادر مدينة سلا في 15 يونيو 1958 قاصدا مدينة تطوان، وفي 16 سبتمبر 1958 عاد لمنطقة الريف، وبعد وصوله إلى الحسيمة، وجد محمد سلام أمزيان الوضع يغلي، والساكنة ساخطة على الوضع، خاصة من جراء التعامل الذي يلاقونه من الحكام المحليين، فقام المعتصمون بالجبال بتوجيه من قياداتهم بإحراق مقرات حزب الاستقلال وبالاعتداء على أعضاء الحزب، لإثارة انتباه المخزن عن سخط أهل المنطقة على تدبير حزب الاستقلال لشؤون المنطقة.
في أكتوبر 1958، خصص مركز للثوار، وهو بيت يقع في قمة أحد جبال الريف النائية التابعة لقبائل بني ورياغل، يجرون فيها اتصالاتهم، ومنها يتفرقون لتأدية مهامهم، وكان الثوار يسمون الدار «بمنزل الرئيس»، التي كانت على بعد خطوات من مسجد به قبر يحمل اسم سيدي بويخلف جد «الرئيس». وأطلق الحسن الثاني في كتابه ذاكرة ملك على سلام أمزيان اسم «سلام الحاج».
وكان نشاطهم يبدأ عند غروب الشمس، ويتوقف عندما تشرق شمس الغد، يقطعون عشرات الكيلومترات راجلين ليتلقوا التعليمات من محمد بن الحاج سلام أمزيان. وفي فبراير 1959 فر عدد كبير من ممثلي السلطة المركزية منهم قواد وشيوخ. وبينما تواصلت المنشورات التي تتهاطل على المنطقة وتدعو الثوار لرمي السلاح، وبسبب غياب ممثلي السلطة المركزية داخل الحسيمة، قرر محمد سلام امزيان شن حرب عصابات فاتجه للاعتصام بالجبال. كان سلاح الثوار قليلا وبسيطا، وكان ولي العهد الأمير الحسن رفقة الجنرال الكتاني يقود العمليات ضد هذا التمرد، فقوبلت هذه الانتفاضة برد عسكري وأمني قوي، أجبرت محمد الحاج سلام أمزيان أن يغادر الريف في مارس 1959 إلى مليلية سالكا طريقا سريا، ومنها سافر إلى إسبانيا.

### المهجر
في 5 أبريل 1960 انتقل لمدينة القاهرة متوجها للقاء محمد بن عبد الكريم الخطابي، فظل يشتغل بجانبه ككاتب خاص حتى وفاة الزعيم الخطابي. بدأ حينها يشارك في انتقاد النظام المغربي بجانب مناضلي القوات الشعبية في برنامج إذاعي من ليبيا أنشأته منظمة الاختيار الثوري، وهو تيار داخل الاتحاد الوطني للقوات الشعبية، والبرنامج كان مفتوحا في وجه باقي المعارضين أنذاك. وفي نهاية الستينات، حدث له مشكل مع المصريين فتوسط له أحد أعيان مصر تربطه علاقة بعائلة الخطابي. بعدها قرر الانتقال في أبريل 1973 للجزائر. وفي صيف 1981 قام بزيارة خاطفة لدولة هولاندا، ومنها سيسافر إلى دولة العراق، حيث استقر إلى غاية منتصف التسعينات.
في 18 ديسمبر 1994، وبعد أن أصابه توعك في صحته، اضطر للسفر إلى هولندا مرة أخرى لتلقي العلاجات الضرورية، حيث أجريت له في 16 ماي 1995 عملية جراحية بإحدى المستشفيات بمدينة أوتريخت. وتوفي يوم 9 سبتمبر 1995 في مدينة بورخن أوب زوم الهولندية. فتم نقله للمغرب بعد عدد من الاتصالات بسلطاتها، فنقل جثمانه إلى مسقط رأسه بآيت بوخلف، حيث دفن يوم 16 سبتمبر 1995 بجوار قبور ذويه.

## مؤلفاته
من مؤلفاته غير المنشورة:
- مملكة النكور بالشمال المغربي.
- البورغواطيون.
- موسى بن أبي العافية المكناسي.
- قصة عبد الكريم الخطابي في المنفى.
- قصة نزول عبد الكريم الخطابي في القاهرة.
- قصة عبد الكريم الخطابي مع لجنة تحرير المغرب العربي.
- نشأة الخطابي وشبابه.
- الخطابي رجُل حرب.
- الخطابي رجل دولة.
- الخطابي: آراؤه وأفكاره.

وبسبب عدم القدرة على طبعها لجأ لتلخيص بعض من كتبه في كتاب واحد تحت اسم «عبد الكريم الخطابي وحرب الريف» (مطبعة المدني، 1971).